# Trigonometria piana
La trigonometria piana è una branca della matematica e della trigonometria che si occupa di stabilire le relazioni che intercorrono tra i lati e gli angoli dei triangoli piani.
Si contrappone al termine trigonometria sferica.

## Definizione
Si basa soprattutto sulle funzioni trigonometriche mediante le quali permette di risolvere completamente ogni triangolo a partire da tre elementi (angoli e lati) di cui almeno un lato.